# Государство Шан
Госуда́рство Шан (Госуда́рства Шан, Федера́ция Ша́нских Госуда́рств, Федерати́вные Ша́нские Госуда́рства, Соединённые шта́ты Ша́на, Шанле́нд) — самопровозглашённое непризнанное государство шанов на северо-востоке Мьянмы, частично контролирующее свою территорию. По границам совпадает с одноимённой провинцией. Северо-восток Шана контролируется другим непризнанным государством Ва, северо-запад — правительственными войсками Мьянмы.
Фактической столицей является Лои Тайленг — место базирования Армии Государства Шан — Южной в юго-восточной части штата напротив таиландской провинции Мае Хонг Сон. Ранее оно было ареной крупных столкновений с армией государства Ва.

## Под властью «Золотого треугольника»
Территория государства Шан ранее входила в состав т. н. «Золотого треугольника» — наркокартеля, расположенного в северном Таиланде, западном Лаосе и на северо-востоке Мьянмы. Кроме того, наркодельцы свободно ощущали себя в южном Китае, Вьетнаме, Камбодже. Почти 50 тыс. чел. обеспечивали безопасность производства, транзита и сбыта наркотиков. Возглавил картель полукитаец, полушан Чжан Шифу, более известный как Кун Са. Именно он уговорил шанов зарабатывать на освободительную борьбу продажей героина. Впрочем, в Бирме выращивали опиум ещё для французских колонизаторов, корсиканская мафия перевозила его в Марсель, откуда, после переработки, героин попадал на рынок США.
Руководители «Золотого треугольника» разработали новые схемы транзита через Шри-Ланку, Индию, Бангладеш, а также через Таиланд и Камбоджу и существенно расширили рынок сбыта. Безопасность груза обеспечивали шаны, индийские повстанческие группировки и коррумпированные чиновники Таиланда. В 1996, после удачных военных операций армии Мьянмы, Кун Са вынужден был сдать ближайших соратников и скрыться.

## Контролируемая территория
Практически вся территория Шан контролируется властями Мьянмы. Под контролем армии Шана остаётся небольшая территория у границы с Таиландом, где расположены их пять военных баз:
1. Лои Тайленг (основная)
2. Лои Мунг Мерн (напротив округа Муанг таиландской провинции Мэхонгсон)
3. Лои Сарм Сип (напротив округа Фанг таиландской провинции Чиангмай)
4. Лои Лам (напротив округа Вянг Генг таиландской провинции Чиангмай)
5. Лои Гавван (напротив округа Мае Фа Луанг таиландской провинции Чианграй)

## Политическая ситуация
В 1996 году после предательства Кун Са его армия Монг-Таи развалилась на мелкие бандформирования. Новый предводитель шанов, полковник Йод Серк, уверен, что теперь они вернулись к подлинным истокам борьбы — за независимость своих территорий.
За несколько лет под их знамёна встали около 15 тыс. чел. Армия Шана пополняется преимущественно за счёт населения сёл и деревень, где проводились этнические чистки армией Мьянмы. Армия Шана под командованием Йода Серка также известна как Армия Шанского государства — Южная (Shan State Army-South). Помимо неё существует также Армия Шанского государства — Северная (Shan State Army-North) численностью 4 тыс. человек, подписавшая договор о перемирии с военной хунтой Мьянмы, который не распространяется на Южную армию. Также существует Восточная армия Шан (ESSA), которая в отличие от SSA-S и SSA-N не была частью Монг-Таи; она также подписала перемирие с военной хунтой Мьянмы сроком на 20 лет.
В апреле 2005 войска Государственного совета мира и развития (официальное название правящей военной хунты) и армия государства Ва провели совместную операцию против шанских повстанцев. Была обстреляна их штаб-квартира. Всего с февраля по апрель было арестовано по меньшей мере десяток шанских политиков, среди которых лидер Лиги за демократию шанских народностей Кхун Хтун У и 82-летний активист Шве Охн.
В результате действий хунты в апреле 2005 вторая по численности Национальная армия Шанского государства (Shan State National Army) была вынуждена покинуть свои базы в северной части Государства Шан.
21 мая 2005 лидеры Армии Шанского государства — Южной (SSA-S) и Национальной армии Шанского государства (SSNA) Йод Серк и Сай Йи на совместной пресс-конференции вблизи границы Таиланда объявили об объединении в борьбе против военной хунты за независимость Шана.

Флаг Армии Шанского государства — Южной (SSA-S)
Флаг Армии Шанского государства — Северной (SSA-N)
Флаг Национальной армии Шанского государства (SSNA)

В декабре 2008 в Лои Тайленг был сформирован Государственный Конгресс Шана под предводительством Йода Серка. Конгресс включает в себя нешанские группы, такие как:
1. Демократический Союз Лаху
2. Национально-освободительная организация Па-о
3. Совет по восстановлению Государства Шан (политическое крыло SSA-S)
4. Координационный Комитет Таи
5. Национальная Организация Ва

Помимо этого ранее существовал военный союз, состоящий из шести организаций, представляющих народы, которые, также как и шаны, борются за независимость от Мьянмы или автономию (араканцы, чины, карены). Этот союз не проявляет активности с 2005, однако Йод Серк считает, что его стоит возродить в преддверии выборов 2010 года.
В марте 2011 года в Государстве Шан произошло землетрясение магнитудой 6,8. Спасательная операция, инициированная правительством Мьянмы была благосклонно воспринята руководством непризнанного государства Шан, и позволила Шан ослабить противостояние с центральной властью Мьянмы.

## Торговля наркотиками
Как декларируют лидеры Шана, торговля наркотиками и грабежи остались в прошлом. Однако иных источников дохода в провинции нет, в результате чего даже Йод Серк вынужден констатировать: «Я не думаю, что он (экспорт опиума) уменьшается. Мак везде, в местах, где его не было, когда мы были молодыми. Торговля опиумом по-прежнему процветает». Основной преградой на пути решения опиумной проблемы Йод Серк считает позицию военной хунты, находящейся у власти в Мьянме. По его словам, правительство намеренно вводит в заблуждение мировое сообщество по поводу масштабов опиумных плантаций в регионе.

## Спорт
15 декабря 1966 года сборная Шанского государства по футболу в товарищеском матче, состоявшемся в Таунджи, проиграла ленинградскому «Зениту» из СССР со счётом 0:5.